# BOSO BICYCLE BASE
BOSO BICYCLE BASE（日语： Bōsōbaishikurube ̄su */?）是由東日本旅客鐵道（JR東日本）營運的「愉快列車」車輛（電動列車）。官方簡稱「B.B.BASE」。
本條目同時記述使用該車輛行走的臨時列車班次。

## 概要
在一些乘客會為了前往房總地區騎車，便會帶同單車一同乘坐列車前往房總地區。但是在法例上，一般列車運載單車是受到制限，因此乘客需要把單車拆除並放入單車袋才可攜帶至車內。
在2013年起，JR東日本千葉分社舉行了「Station Ride in 南房總」單車比賽活動。當時安排了團體列車「單車列車」，該列車（209系）的車內扶手與吊環中已經準確了用作綁定單車的合股線，以便乘客不需要把單車拆毀也可以帶上列車內。雖然「單車列車」十分受歡迎，但是列車停靠車站時，工作人員把單車裝卸需時，因此「單車列車」只可行走專用的班次。
列車愛稱「BOSO BICYCLE BASE」是取自：
- BOSO - 「房總」的英文
- BICYCLE - 「單車」
- BASE - 「基地」

而電動列車本身的概念是營造一個（單車的）「基地」。

## 車輛

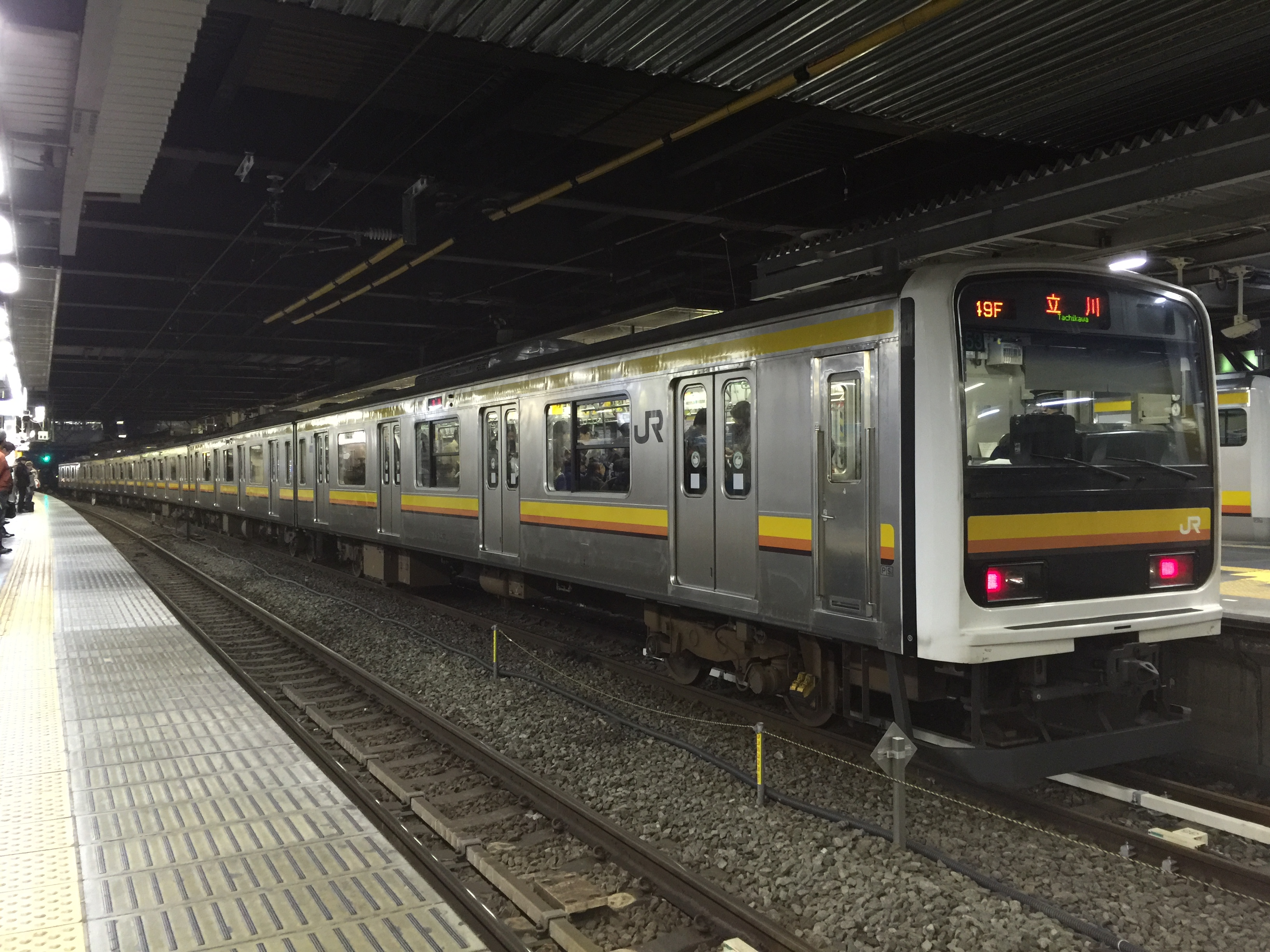
車輛改裝前是行走在南武線的NaHa53編成
（2015年12月2日，川崎站）

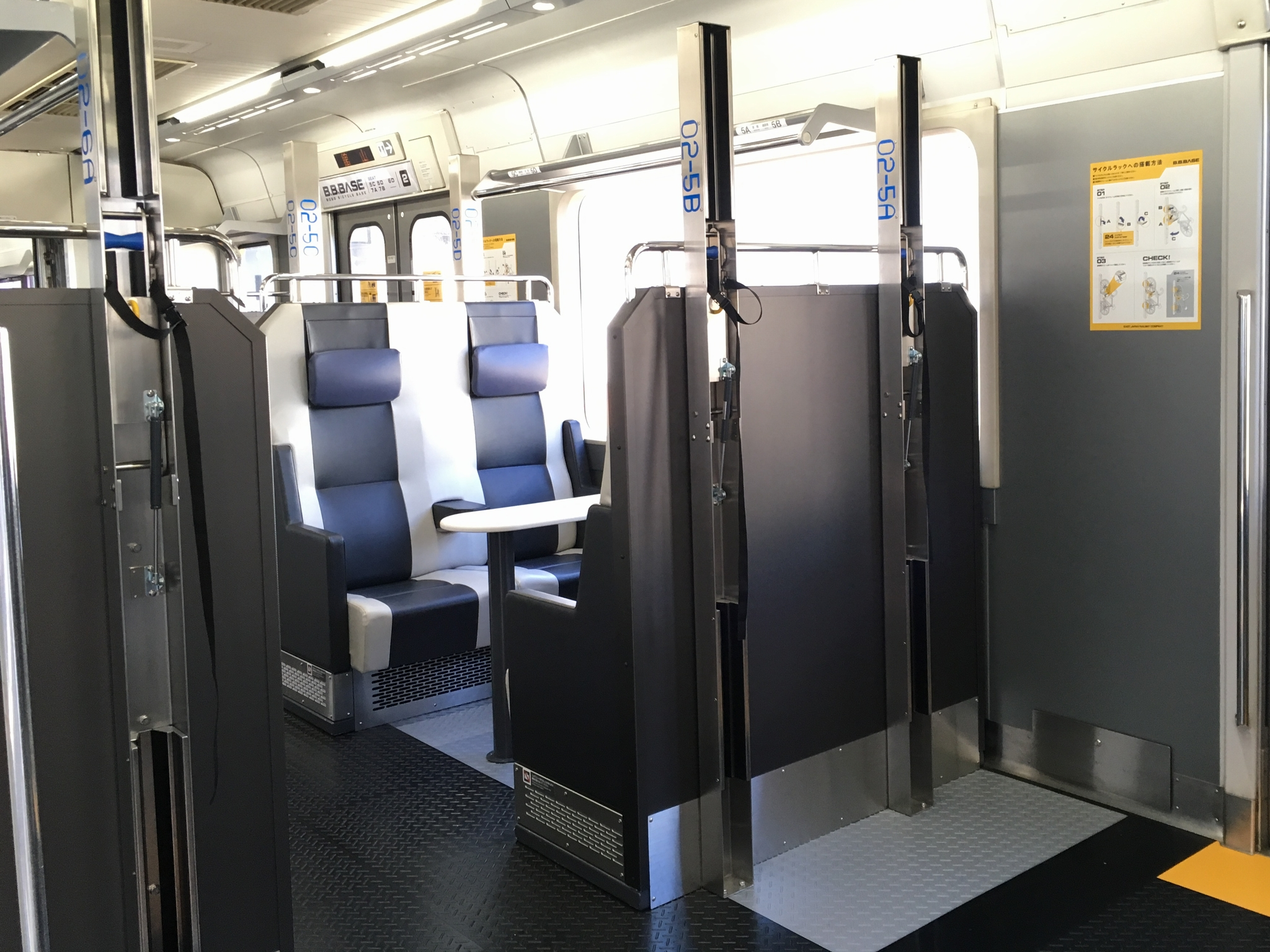
座位與單車架

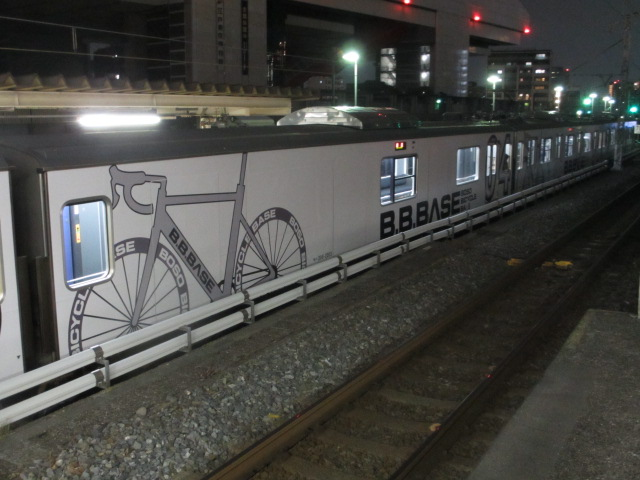
車門和車窗被被遮住的4號車廂

「BOSO BICYCLE BASE」使用209系2200番台，以6卡編成行走。
在2017年2月，隨著南武線的列車全數更換為E233系8500番台。原本行走於南武線的209系NaHa53編成6卡車廂（所屬車廠：中原電車區）被運送至大宮綜合車輸中心進行改裝。順帶一題，該209系NaHa53編成在行走南武線前，也曾經在京濱東北線上行走，當時為埼玉車輛中心所屬的URa24編成，後來在2009年7月進行改裝並轉移至行走南武線。
該編成在2017年4月12日起，所屬車輛由中原電車區轉移至幕張車輛中心，編成名稱改為「J1」。該車輛在同年6月起進行改裝，同年9月28日完成。在再次改裝時，沒有改變番台和車輛編號，只是改變了編成名稱。
實際的改裝工程主要由JR東日本技術（日语：JR東日本テクノロジー）負責。由於單車的輪胎有很多款式與尺寸，因此在單車架的寬度是與單車生產商協議後決定。但是由於該列車主要為攜帶公路單車和越野公路單車的乘客而設，因此城市單車、山地車、小輪徑車（Mini Velo）、斜靠式單車和三輪車均不適合攜帶至此車輛內。
|                                           | ←館山、勝浦、銚子、佐原方向兩國方向→ |                       |                    |                       |                    |                    |
| 車廂編號                                  | 6                                    | 5                     | 4                  | 3                     | 2                  | 1                  |
| 款式與車輛編號 括號內的是京濱東北線的編號 | KuHa209 -2202 (25)                   | ＜ MoHa209 -2203 (49) | MoHa208 -2203 (49) | ＜ MoHa209 -2204 (50) | MoHa208 -2204 (50) | KuHa208 -2202 (25) |
| 搭載機器                                  |                                      | VVVF                  | SIV,CP             | VVVF                  | SIV,CP             |                    |
| 載客量與可運載單車數目                    | 20                                   | 20                    | 開放空間           | 20                    | 19                 | 20                 |

整抽列車設有99個座位與99個單車架。車身形狀在改裝前後沒有太大變化，但是車身塗裝卻完全不一樣，塗裝的主題是「基地」，主調顏色是灰色，並且印上了車輛標誌、車站編號與B.B.BASE的原廠單車。
除了4號車廂外，其他5個車廂中，車門與車門之間設有四人與雙人包廂座位。另外車輛內靠近館山站、銚子站一方（6號車廂則為靠近兩國站一方）設有雙人橫置座位。這些座位不是躺椅，但是座位的枕頭部分可上下移動，就像E5系起的JR東日本所屬新幹線車輛一樣。每組包廂都有相應座位人數的充電插頭。所有座位的後方（車門側）設有垂直的單車架，這些單車架可承受列車搖晃時以及緊急停車時也不會讓單車翻倒。
由於2號車廂設有可讓輪椅人士使用的大型廁所（真空式），因此該車輛的載客量比其他載客車廂少一人。
4號車廂設有乘客之間互相交流的開放空間。在該車廂中，部分車門（一邊的4道門中的3道）與車窗被遮住。車內設有長椅、管凳、大型廁所與梳妝台。該梳妝台原本來自已退役的E2系。
由於預計乘客會穿著單車鞋乘車，因此所有車輛均鋪上防滑膠地板。

## 行走班次
在2018年（平成30年）1月6日起，於週末會開設「BOSO BICYCLE BASE」，列車會在兩國站到發並行駛至房總半島一帶。在開始運行當初，所有全座位都是預留給購買「View旅行商品」（旅行套票）的客人，該套票可選擇即日來回或包含住宿服務。在2021年（令和3年）9月4日起，該列車會在時間表上中記載，列車類別為快速列車。1、2號車廂為指定席，乘客可透過一般渠道購入。在2022年（令和4年）3月起，所有車廂均變為指定席，於同年1年發表不再發售View旅行商品。另外，此列車的指定席券比其他「愉快列車」貴。此列車與「HIGH RAIL 1375」、「SL銀河」和「海里」的指定席券費用相同，成人840日圓，小童420日圓（全年均一價格）。
「BOSO BICYCLE BASE」車輛曾經行走以下班次。另外，「B.B.BASE 房總橫斷號」和「B.B.BASE 手賀沼」都是特別企劃列車。
- 內房線方向：「B.B.BASE 内房」（下行班次：兩國站 → 和田浦站，上行班次：館山站 → 兩國站）
- 內房線、久留里線方向「B.B.BASE 鹿野山」（下行班次：兩國站 → 君津站，上行班次：竹岡站 → 兩國站）
- 外房線方向「B.B.BASE 外房」（兩國站 - 安房鴨川站）
- 內房線、外房線方向「B.B.BASE 房總橫斷號」（下行班次：兩國站 → 君津站，上行班次：安房鴨川站 → 兩國站）
- 總武線方向「B.B.BASE 佐倉·銚子」（兩國站 - 銚子站）
- 成田線、鹿島線方向「B.B.BASE 佐原·鹿島」（兩國站 - 鹿島神宮站）
- 成田線方向「B.B.BASE 手賀沼」（兩國站 - 布佐站）

### 停車站
B.B.BASE 內房
兩國站 - 本千葉站 - 館山站（→ 和田浦站）
- 館山站至和田浦站之間只限下行班次。

B.B.BASE 鹿野山
兩國站 - 本千葉站 - 木更津站 -（君津站）-（竹岡站）
- 下行班次前往君津，上行班次從竹岡出發。
- 在木更津站可轉乘久留里線普通列車與「菜久留列車」，當時也有販賣「菜久留列車」的套票。

B.B.BASE 外房
兩國站 - 本千葉站 - 上總一之宮站 - 勝浦站 - 安房鴨川站
B.B.BASE 房總橫斷號
下行班次 : 兩國站 → 本千葉站 → 姊崎站 → 君津站
上行班次 : 安房鴨川站 → 勝浦站 → 大原站 → 上總一之宮站 → 本千葉站 → 兩國站
B.B.BASE 佐倉·銚子
兩國站 - 東千葉站 - 佐倉站 -（松尾站）-（佐原站）- (干潟站) - 銚子站
- 松尾站和干潟站只有下行班次停靠。佐原站只有上行班次停靠。

B.B.BASE 佐原·鹿島
兩國站 - 東千葉站 - 佐原站 - 潮來站 - 鹿島神宮站
B.B.BASE 手賀沼
兩國站 - 東千葉站 - 佐倉站 - 布佐站
當初，從東京出發的班次只可於兩國站乘車，前往東京的班次只可於兩國站下車。在2018年4月起，津田沼站和千葉站也可上落客（但是若使用該兩站，將會被視為於整個區間使用單車架）。後來在2019年3月2日起，其餘中途站也可上落車，另外原本停靠津田沼站和千葉站，同時改停本千葉站（內房、外房方向）和東千葉站（銚子、鹿島方向）。

## 其他
- 在開設「BOSO BICYCLE BASE」時，兩國站的3號月台經過改裝，月台與靠近兩國國技館一方道路之間設有使用者專用通道，使乘客不需要通過剪票口便可乘車。
- 在2018年（平成30年）3月17日起，於兩國站前開設租賃公路單車服務與維修單車服務[17]。

## 歷史
- 2013年（平成25年） : 開設使用209系2100番台6卡編成列車行走「單車列車（日语：サイクルトレイン）」[18]。隨後在毎年10月也繼續行走。
- 2017年（平成29年）
  - 2月 : 209系NaHa53編成不再行走南武線。
  - 4月12日 : NaHa53編成的所屬車廠由中原電車區（日语：鎌倉車両センター中原支所）轉為幕張車輛中心（日语：幕張車両センター）。編成名稱由「NaHa53」變為「J1」。
  - 6月 - 開始在大宮綜合車輛中心（日语：大宮総合車両センター）改裝列車。
  - 9月28日 : 改裝完成。
  - 12月9日 : 舉行車輛展示會，J1編成列車停靠在兩國站3號月台[19]。
- 2018年（平成30年）
  - 1月6日 : 開設「B.B.BASE 內房」。同日舉行了出發儀式[20][21]。出席人士包括白戶太朗（日语：白戸太朗）（東京都議會議員（都民第一會）、體育節目主持人、三項全能選手）、團長安田（日语：団長安田）（安田大CIRCUS（日语：安田大サーカス））、岩田淳雄（枻出版社《BiCYCLE CLUB》主編輯）和森田健作（千葉縣知事列表）。
  - 1月13日 : 開設「B.B.BASE 外房」。
  - 1月20日 : 開設「B.B.BASE 銚子」。
  - 1月27日 : 開設「B.B.BASE 佐原」。
  - 3月17日 : 於兩國站前開設租賃單車服務[17]。
  - 4月 : 列車加停津田沼站和千葉站[15]。
  - 4月28日 : 外房路線的停車站加停安房鴨川站[22]。
  - 11月17日 : 銚子路線的停車站加停佐原站（只限回程班次）[23]。
  - 12月22日 : 外房路線的停車站加停上總一之宮站[24]。
- 2019年（令和元年）
  - 1月26日 : 當日與翌日27日開設臨時列車「B.B.BASE 佐倉」。行走於兩國站至佐倉站之間[24]。
  - 3月 : 千葉縣內的中途站改為本千葉站（內房、外房方向）和東千葉站（銚子、佐原方向）[16]。
  - 5月18日 : 作為群馬預備舉行地方旅遊活動的一環，開設臨時班次行走於兩國站至高崎站之間[25]（這是首次「BOSO BICYCLE BASE」行走在群馬縣內）。
- 2020年（令和2年）
  - 3月21日 : 為配合內房路線中開設了可攜帶單車乘坐的特別列車「菜久留列車」（該列車行走在久留里線上），內房路線臨時停靠木更津站[注 1][26][27]。
  - 4月8日 : 受到新冠疫情影響與基於新型流行性感冒等對策特別措置法第32條而發出的緊急事態宣言發令。「BOSO BICYCLE BASE」暫停營運至同年5月31日[28]。
  - 5月13日 : 發表繼續暫停營運至同年6月1日或以後[29]。
  - 6月26日 : 發表繼續暫停營運，並於同年7月4日重開[30]。
  - 10月3日 : 隨著「BOSO BICYCLE BASE」駛入鹿島線，佐原路線的名稱改為「B.B.BASE 佐原·鹿島」。該路線加停潮來站和鹿島神宮站[31]。
  - 10月7日 : 佐原路線（不駛入鹿島線）首次於平日行走[31]。
  - 10月24日 : 銚子路線的停車站加停佐倉站[31]。
  - 12月12日 : 內房路線的停車站加停岩井站[32]。
- 2021年（令和3年）
  - 5月22日 : 當日和翌日23日開設臨時列車「B.B.BASE 君津」。去程從兩國站前往君津站，回程從濱金谷站/竹岡站前往兩國站[33]。同年11月6日開設「B.B.BASE 鹿野山」，去路從兩國站前往木更津站[注 2]/君津站，回程從竹岡站/木更津站[注 2]前往兩國站[34]。
  - 9月4日 : 當日起，1、2號車廂變為座位指定席[11][12]。
  - 10月16日 : 當日與翌日17日開設臨時列車「B.B.BASE 手賀沼」。行走於兩國站至布佐站之間[注 3][34]。
- 2022年（令和4年）
  - 3月5日 : 為了配合舉行「～RIDE and FUN～STATION RIDE in 南房總 2022 spring」，開設了「B.B.BASE 內房」。
  - 3月12日 : 當日起不再發售View旅行商品，所有車廂變為座位指定席。銚子路線改名為「B.B.BASE 佐倉・銚子」。內房路線不再停靠岩井站[13][35]。
  - 11月5日 : 開設臨時列車「B.B.BASE 房總橫斷號」。去路從兩國站前往君津站[注 4]，回程從安房鴨川站前往兩國站[注 5][36]。
- 2023年（令和5年）
  - 3月11日 :為了配合舉行「～RIDE and FUN～ Station Ridein 南房總2023 produced by BicycleClub」，開設了「B.B.BASE 內房」。
  - 3月25日 : 當日與翌日26日開設臨時列車「B.B.BASE 九十九里」。行走於兩國站至成東站之間[注 6][37][38]。

## 注腳

## 外部連結
- Joyful Trains Portal > B.B.BASE: JR EAST （页面存档备份，存于）（英文）